# Rémy Hippolyte Bidault
Pour les articles homonymes, voir Bidault.
Rémy Hippolyte Bidault, né le 15 janvier 1747 à Poligny (Jura) et mort le 14 mars 1810 dans la même commune, est un homme politique français.

## Biographie
Rémy Hippolyte Bidault naît le 15 janvier 1747 à Poligny dans le Jura.
Il est député du 16 avril 1789 au 30 septembre 1791 du bailliage d'Aval - Lons-le-Saunier. 
En 1790, l'artiste Charles Toussaint Labadye réalise un portrait du député. La même année Pierre-Charles Coqueret réalise aussi un portrait.
Rémy Hippolyte Bidault meurt le 14 mars 1810 dans sa commune natale.